# خسیس (فیلم ۱۸۹۹)
خسیس (انگلیسی: The Miser's Doom) فیلمی در ژانر صامت به کارگردانی والتر رابرت بوث است که در سال ۱۸۹۹ منتشر شد.